# Игнитор
Игнитор (IGNITOR) — бывший проект по созданию исследовательского термоядерного реактора с магнитным удержанием плазмы, разработанный лабораторией ENEA из города Фраскати. Технически является вариантом токамака с сильным магнитным полем и исключительно омическим нагревом плазмы.
Проект был начат в 1977 профессором Бруно Копи (MIT), на основании наработок 1970-х из MIT — Alcator, Alcator C/C-Mod, FT/FTU. По сравнению с ITER, Игнитор меньше и дешевле: ИТЭР имеет массу около 19 тысяч тонн, тогда как IGNITOR — только 500 тонн. Планируется, что IGNITOR сможет производить около 90-100 МВт термоядерной энергии[уточнить].
В 2012 году планировалось разместить реактор такого типа на площадке советского токамака с сильным полем (ТСП) ТРИНИТИ, Троицк, со сроками ввода в эксплуатацию в 2016—2017 годах. Проект реализуется при участии НИЦ КИ и Росатома. Проект неофициально оценивался в 250 миллионов евро — 16 млрд рублей. По данным советника директора ОИЯИ Сергея Николаевича Мазуренко, Е. П. Велихов сообщал, что Италия выделила на проект 140 миллионов евро.
Имеются некоторые сомнения в реализуемости проекта Игнитор.
Проект Игнитор был свернут в 2022 году.